# Кумсай (Мартукский район)
Кумсай (каз. Құмсай) — село в Мартукском районе Актюбинской области Казахстана. Входит в состав Мартукского сельского округа. Код КАТО — 154630500.

## Население
В 1999 году население села составляло 187 человек (97 мужчин и 90 женщин). По данным переписи 2009 года, в селе проживали 164 человека (83 мужчины и 81 женщина).